# Lucinda Brand
Lucinda Brand (Dordrecht, 2 de julho de 1989) é uma ciclista profissional neerlandesa. Estreou como profissional em 2008 na equipa patrocinada pela ex-ciclista profissional também neerlandesa Leontien van Moorsel, o Leontien.nl. Depois do desaparecimento dessa equipa em 2013 passou ao Rabo Women Cycling Team. Precisamente nesse 2013 obteve seu melhor resultado ao ganhar o Campeonato dos Países Baixos em Estrada.

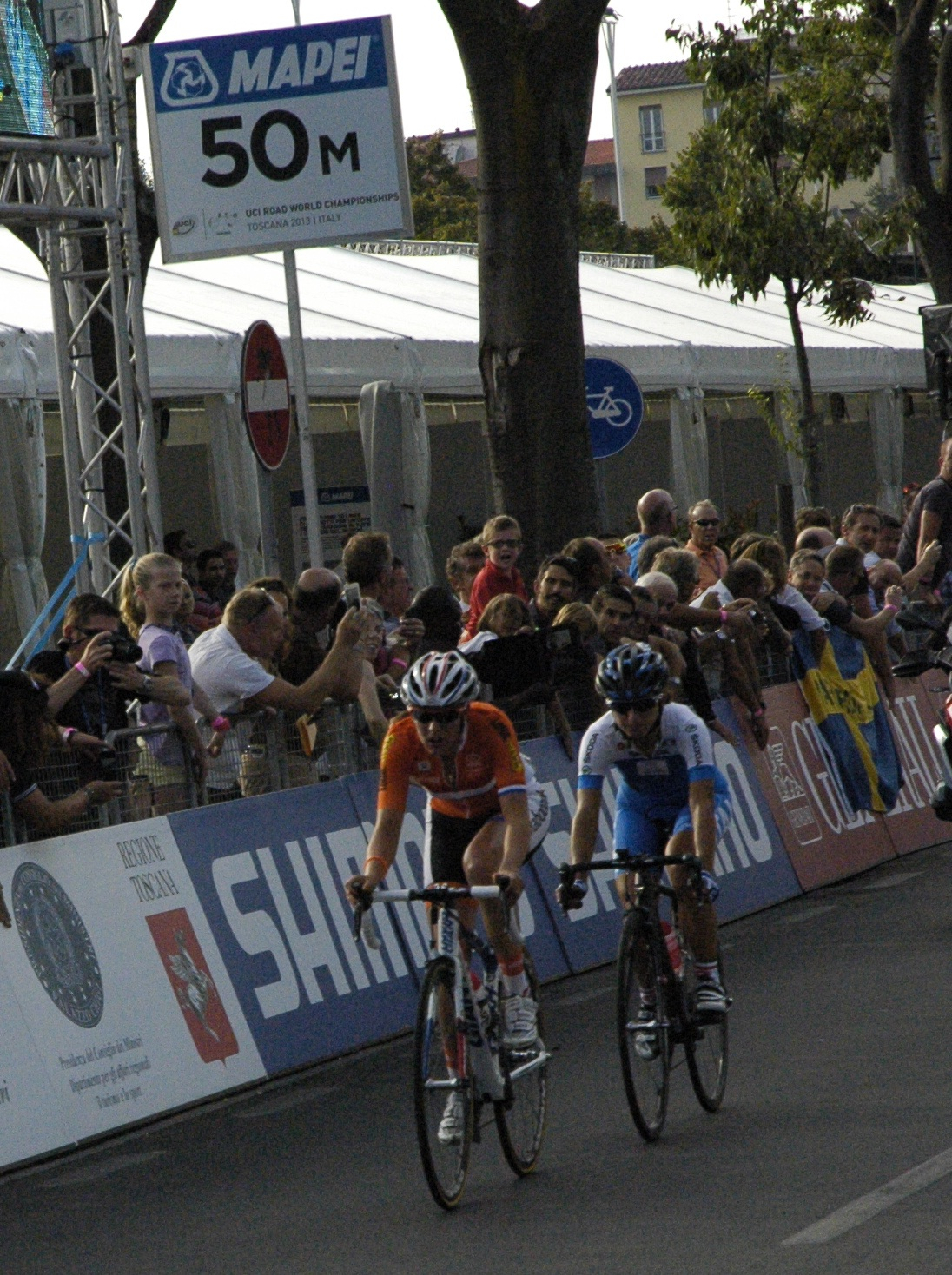
Lucinda Brand, à esquerda, junto a Rossella Ratto no Campeonato do Mundo em Estrada 2013

## Palmarés

### Estrada
| 2011 - 3ª no Campeonato Europeu em Estrada sub-23 2012 - 3ª no Campeonato dos Países Baixos em Estrada - 1 etapa do Tour Féminin em Limousin - 1 etapa de La Route de France 2013 - Campeonato dos Países Baixos em Estrada 2014 - 2ª no Campeonato dos Países Baixos em Estrada - Energiewacht Tour - Grande Prêmio de Plouay-Bretanha 2015 - 1 etapa do Energiewacht Tour - Campeonato dos Países Baixos em Estrada - 2 etapas do Giro d'Italia Feminino | 2016 - Erondegemse Pijl - Ladies Tour of Norway, mais 1 etapa - 1 etapa do Lotto Belgium Tour 2017 - Omloop Het Nieuwsblad - 1 etapa do Giro d'Italia Feminino 2018 - 3ª no Campeonato dos Países Baixos Contrarrelógio 2019 - 3ª no Campeonato Europeu Contrarrelógio |

### Ciclocross
2016
- 2ª no Campeonato Europeu de Ciclocross

2017
- 2ª no Campeonato Europeu de Ciclocross
- 2ª no Campeonato dos Países Baixos em Ciclocross

2018
- 3ª no Campeonato Mundial de Ciclocross
- Campeonato dos Países Baixos em Ciclocross

2019
- Campeonato dos Países Baixos em Ciclocross
- 2ª no Campeonato Mundial de Ciclocross

## Resultados em Grandes Voltas e Campeonatos do Mundo
Durante a sua carreira desportiva tem conseguido os seguintes postos nas Grandes Voltas femininas e nos Campeonatos do Mundo em estrada:
| Carreira               | 2009 | 2010 | 2011 | 2012 | 2013 | 2014 | 2015 | 2016 | 2017 | 2018 | 2019 |
| ---------------------- | ---- | ---- | ---- | ---- | ---- | ---- | ---- | ---- | ---- | ---- | ---- |
| Giro d'Italia          | 56ª  | 35ª  | 15ª  | 21ª  | 32ª  | 22ª  | 14ª  | 62ª  | 7ª   | 4ª   | 6ª   |
| Tour de l'Aude         | 39ª  | -    | X    | X    | X    | X    | X    | X    | X    | X    | X    |
| Grande Boucle          | -    | X    | X    | X    | X    | X    | X    | X    | X    | X    | X    |
| Mundial em Estrada     | -    | -    | Ab.  | 48ª  | 27ª  | 33ª  | 16ª  | -    | 13ª  | 9ª   | 28ª  |
| Mundial Contrarrelógio | -    | -    | -    | -    | -    | -    | -    | -    | -    | 6ª   | 8ª   |

-: não participa

Ab.: abandono

X: edições não celebradas

## Equipas
- Leontien.nl (2009-2012)
  - Leontien.nl (2009-2010)
  - AA Drink-leontien.nl Cycling Team (2011-2012)
- Rabo Women Cycling Team (2013-2016)
  - Rabo Women Cycling Team (2013)
  - Rabo Liv Women Cycling Team (2014-2016)
- Team Sunweb (2017-)